# Nodaria dinawa
Nodaria dinawa är en fjärilsart som beskrevs av Bethune-Baker 1908. Nodaria dinawa ingår i släktet Nodaria och familjen nattflyn. Inga underarter finns listade i Catalogue of Life.